# Jet Boeke
Henriëtte (Jet) Boeke (Wageningen, 28 oktober 1948) is een Nederlandse illustrator die vooral bekend is geworden door haar tekeningen  en verhalen over de oranje kater Dikkie Dik. Deze verhalen werden regelmatig voorgelezen in het kinderprogramma Sesamstraat. De verhalen over Dikkie Dik zijn met name gericht op peuters.

## Levensloop
Jet Boeke werd als jongste van zes kinderen geboren in Wageningen. Na haar eindexamen middelbare meisjesschool ging Boeke naar Amsterdam, waar ze was toegelaten tot de Rietveldacademie. Aanvankelijk wilde ze industrieel vormgever of edelsmid worden, maar op advies van een leraar koos ze uiteindelijk voor de richting grafische vormgeving. Op de afdeling Grafisch Ontwerpen leerde ze werken met druktechnieken, kalligrafie, typografie, boekbinden, modeltekenen en fotografie. Tijdens haar stage bij Toonder Studio's maakte ze haar eigen tekenfilm getiteld Monden. In 1973 studeerde ze af.
Vanaf 1975 reisde ze twee jaar door Noord- en Zuid-Amerika. In New York leerde zij een illustrator kennen die animatiefilmpjes voor Sesame Street maakte. Zo kwam ze voor het eerst met het programma in contact. Teruggekomen in Nederland bleek dat er een Nederlandse versie (Sesamstraat) in voorbereiding was. Er was behoefte aan materiaal voor de allerkleinsten en ze bood haar diensten aan met Dikkie Dik. Ze kon gelijk bij het programma aan de slag. Jet Boeke publiceerde daarnaast haar werk in de tijdschriften Ouders van nu, Kinderen en Margriet.
In 2024 werden twee bioscoopfilms uitgebracht met haar gecreëerde Dikkie Dik in de hoofdrol. In juni 2024 verscheen de film Dikkie Dik en de verdwenen knuffel, deze werd in december 2024 opgevolgd met de film Dikkie Dik 2: Een nieuwe vriend voor Dikkie Dik. Na het uitbrengen van de films verscheen het verhaal tevens in boekvorm.
Ze woont met haar twee katten in Amsterdam.

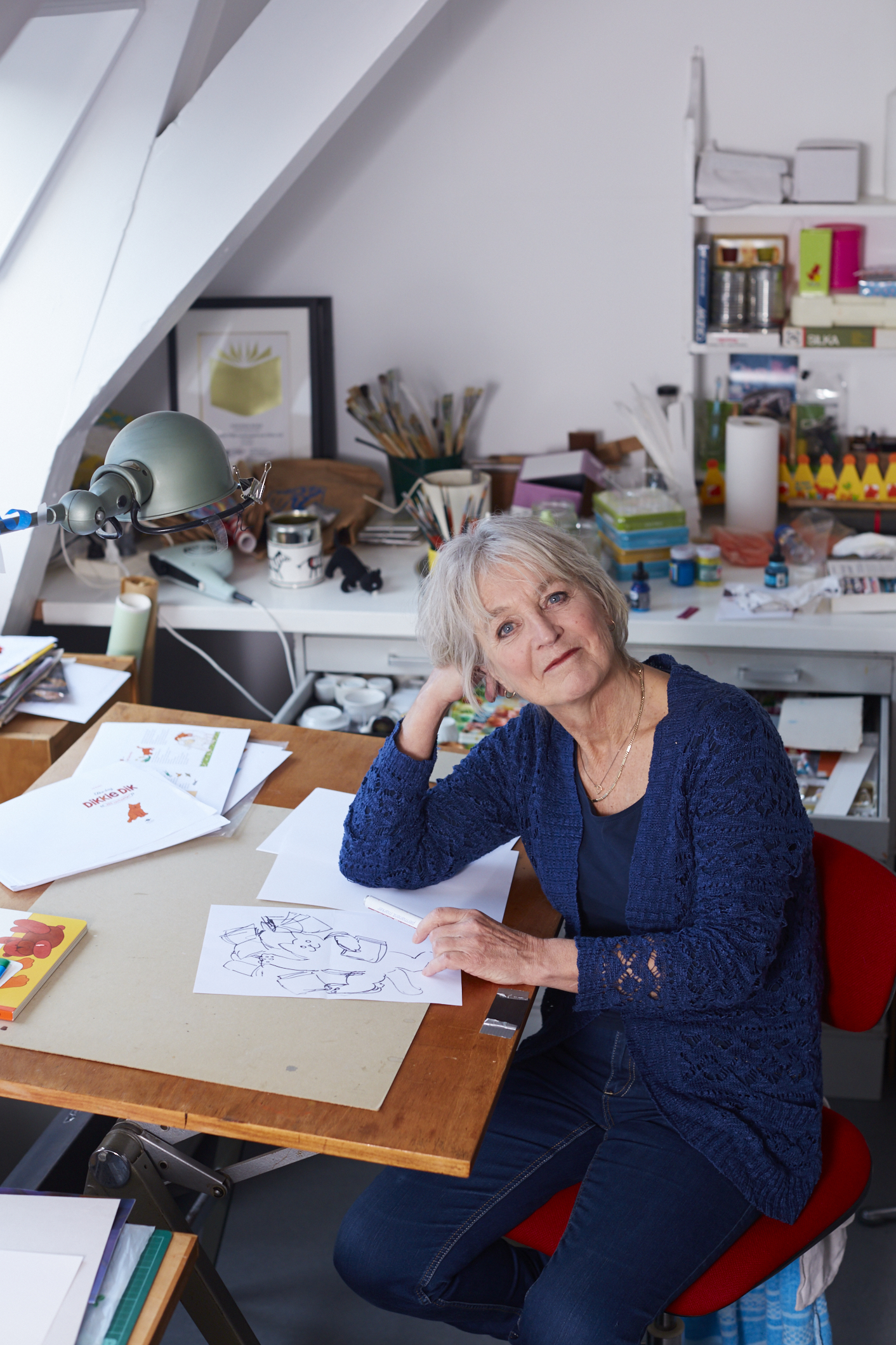
Jet Boeke aan de tekentafel in Amsterdam in 2017.